# Jamal Al-Gashey
Jamal Al-Gashey (Arabisch: جمال الجاشي) (Shatila, 1953) is een voormalig lid van de terreurgroep Zwarte September. Hij deed mee aan de gijzeling van Israëlische sporters tijdens de Olympische Spelen van 1972 in München, die uitmondde in het Bloedbad van München. Hierbij kwamen naast de elf Israëliërs en een Duitse politieagent, vijf van de acht gijzelnemers om het leven. Al-Gashey was een van drie overlevende terroristen. Hij raakte bij de mislukte bevrijdingspoging door de Duitse politie gewond aan zijn hand.
Al-Gashey werd evenals de twee andere overlevende gijzelnemers (Adnan Al-Gashay, zijn oom, en Mohammed Safady) gevangengenomen. Hij bleef 53 dagen in Duitse hechtenis, totdat de vrijlating van de drie middels een andere terreurdaad werd afgedwongen. Op 29 oktober 1972 werd namelijk een vliegtuig van Lufthansa gekaapt. De kapers eisten de vrijlating van de drie in München gevangen terroristen. De Duitse autoriteiten willigden deze eis in en zetten de drie op een vliegtuig naar Libië, waar ze in de hoofdstad Tripoli als helden werden onthaald. 